# Remington Модель 14
Remington Модель 14 помпова магазинна гвинтівка розроблена компанією Remington Arms Джоном Педерсеном. Гвинтівка є частиною серії гвинтівок Remington Модель 14-1/2 та Remington Model 141.

## Історія
Джон Педерсен працював на компанію Remington Arms та уряд США. Відомий винаходом військового пристрою Педерсена, він розробив багато спортивної зброї, а також єдиний самозарядний пістолет компанії Remington Модель 51. В 1908 році Педерсен отримав завдання розробити гвинтівку яка могла б конкурувати з важільною гвинтівкою Winchester Модель 1894.

## Конструкція
Помпова гвинтівка під набій центрального запалення була своєрідним конкурентом гвинтівці важільної дії. Багато мисливців надавали простій магазинній гвинтівці важільної дії від компаній Winchester, Marlin та Savage. Компанія Remington спробувала зайняти лідируючі позиції, представивши самозарядну гвинтівку Джона Браунінга Модель 8 в 1906 році, разом з лінійкою нових набоїв для неї. Продажі Моделі 8 були не дуже добрими, а тому Remington вирішили, що краще буде продаватися гвинтівка з ручним керуванням. Оскільки Winchester зайняла нішу важільних гвинтівок, Remington обрала нішу помпових гвинтівок в тих самих чотирьох калібрах, що й гвинтівка Моделі 8.
Конструкція Моделі 14 мав кілька інноваційних концепцій. Серед них був спіральний трубчастий магазин в якому наконечники кулі не спиралися на донце і не контактували з капсулем попереднього набою. Цей магазин рухався з ложем при русі затвора. Магазин заряджався через отвір розташований між ложем та ствольною коробкою. Затвор відкривався за допомогою кнопки розташованої перед отвором викиду гільз, при цьому постріл із гвинтівки автоматично відмикав затвор. Модель 14 була розкладною гвинтівкою яка мала один гвинт із накатанною головкою на лівій стороні ствольної коробки, після викручування якого, можна було зняти спускову групу та приклад з нижньої частини гвинтівки.
Перші прототипи заряджалися набоями .30-30, але гвинтівки продавали лише під вищезгадані калібри. Набій .30 Remington в основному був набоєм .30-30 без фланцю, а тому заряди були взаємозамінними. 
U.S. Patent 963 171 описує базову роботу УСМ Моделі 14, який пізніше використали в Моделі 14-1/2 та Моделі 141.

## Варіанти
Модель 14R Карабін
Версія карабін зі стволом довжиною 460 мм.
Модель 14-1/2
Представлена через рік після Моделі 14, Модель 14-1/2 багато в чому була схожа з оригіналом. Велика різниця полягала в тому, що зараз гвинтівку можна було заряджати набоями .38-40 Winchester та .44-40 Winchester. Також було збільшено місткість магазина.
Модель 14-1/2 Карабін
Версія карабін Моделі 14-1/2 зі стволом довжиною 470 мм.
Модель 141
Модель 141, яка була представлена як покращення Моделі 14, відрізнялася мушкою з білого металу та регульованим ціликом. Представлена в 1936 році, зрештою її замінила гвинтівка Модель 760 напочатку 1950-х років.
Модель 141R Карабін
Версія карабін Моделі 141 зі стволом довжиною 470 мм.